# Mackintosh Creek
Der Mackintosh Creek ist ein Bach im Nordwesten des australischen Bundesstaates Tasmanien.

## Geografie

### Bachlauf
Der fast 15 Kilometer lange Mackintosh Creek entspringt an den Nordosthängen des Mount Beecroft, rund sechseinhalb Kilometer nördlich des Cradle-Mountain-Lake-St.-Clair-Nationalparks und fließt zunächst nach Norden. Er umfließt den Mount Beecroft und beschreibt dabei einen Halbkreis über Westen nach Südwesten. Schließlich mündet er in den Lake Mackintosh, wo er zusammen mit dem an gleicher Stelle einmündenden Fury River den Mackintosh River bildet.

### Nebenflüsse mit Mündungshöhen
Der Fluss hat folgende Nebenflüsse:
- Vale River – 287 m

### Durchflossene Stauseen
Er durchfließt die folgenden Gewässer:
- Lake Mackintosh – 219 m